# Malurus leucopterus
Malurus leucopterus là một loài chim trong họ Maluridae.
Loài này phân bố ở các khu vực khô hơn ở trung bộ Úc. Thức ăn của nó là côn trùng.
Dài 11-13,5 cm (4,3-5,3 in) chiều dài, loài này là một trong hai loài nhỏ nhất của chi malurus. Chim trống thường nặng khoảng 7,2 và 10,9 gram (0,25 và 0,38 oz) trong khi chim mái nặng khoảng 6,8 và 11 gram (0,24 và 0,39 oz). Mỏ dài trung bình 8,5 mm (0,3 in) ở chim trống và 8,4 mm (0,3 in) ở chim mái, mỏ tương đối dài, hẹp và nhọn hơn và rộng hơn tại các chân mỏ.